# Список запусков баллистических ракет в СССР в 1951 году

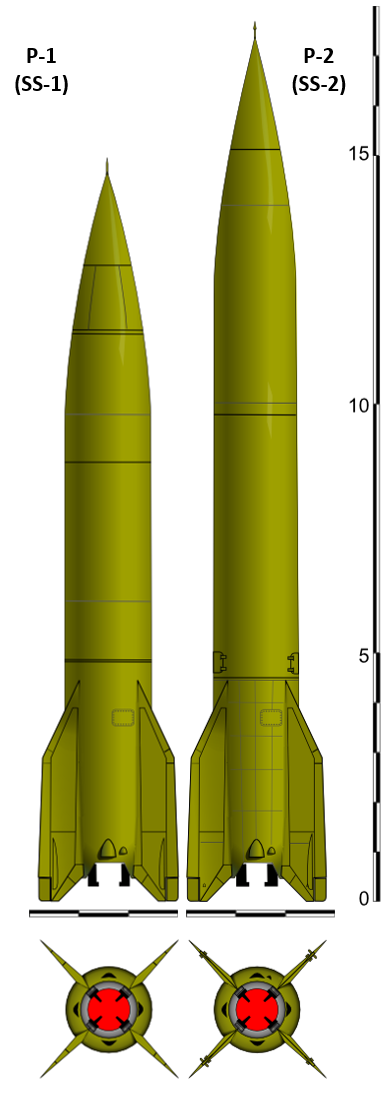
Ракеты Р-1 и Р-2

В Списке запусков баллистических ракет в СССР в 1951 году в хронологическом порядке представлены все запуски баллистических ракет, произведённые на территории СССР в 1951 году. Всего было произведено 29 запусков: 16 Р-1 (индекс ГРАУ — 8Ж38) и 13 Р-2 (индекс ГРАУ — 8Ж38). Обе ракеты являются развитием немецкой ракеты V-2 (A-4).
Несмотря на близкое родство, ракета Р-1 не была полной копией A-4: Р-1 изготавливалась советскими специалистами с использованием технологий, приборов и оборудования на советских предприятиях. Ключевым отличием было использование советской телеметрической системы управления — 12-канальная телеметрическая система «Дон».
Р-2 стала дальнейшим развитием технологий, заложенных в А-4, с добавлением идей советских конструкторов: Р-2 была больше, имела ряд конструктивных отличий, среди которых самым заметным было использование топливного бака в качестве несущего элемента конструкции. Среди эксплуатационных отличий главным было почти двукратное (до 600 км) увеличение радиуса действия ракеты значительное увеличение веса взрывчатого вещества.
Все запуски баллистических ракет в СССР в 1951 году производились с территории 4-го государственного центрального полигона (4-й ГЦП), известного как Капустин Яр.

## Подготовка запусков
Запуски ракет Р-1 проводились двумя сериями: первая проводилась в рамках контрольных испытаний, а вторая — в рамках проверочных испытаний. Зимние запуски ракет Р-1 проводились в соответствии с Постановлением Совета Министров СССР № 4730-2047 от 25 ноября 1950 г. «О результатах испытаний и принятии на вооружение ракеты Р-1» с целью испытания в зимних условиях. Летние запуски производились в соответствии с тем же Постановлением, но цель была иная: по итогам запусков оценивалась правильность пристрелочных таблиц, необходимых для эксплуатации ракет в боевых частях. Данное постановление требовало испытаний ракет не только на полную дальность (270 км) но и на дистанции 50, 70 и 80 км.
Все запуски Р-2 были частью второго этапа контрольно-доводочных испытаний. Для ракеты Р-2 задавались основные показатели: кучность по дальности ±10 км по боковому отклонению ±8 км на первом этапе и отклонение ±8 км по дальности и по ±4 км по боковому отклонению. Для этого в 1950 году было изготовлено 27 ракет, а в 1951 28. Так же на 12 ракетах второй партии отрабатывалась система управления и элементы конструкции ракеты повышенной дальности Р-3. Постановлением Совета Министров СССР отработка ракеты Р-2 была признана «особо важной задачей в области наземного реактивного вооружения».

## Список
Каждый запуск баллистической ракеты, произведённый в СССР в 1949 году, был зафиксирован в «Книге учёта пуска ракет за 1947—1962 гг. Архив Военно-научного комитета РВСН». В данном списке не представлены запуски четырёх Р-1Б и двух Р-1В — геофизических ракет, созданных на основе баллистической ракеты Р-1, которые формально не считались баллистическими.
| Цветовая легенда  |
| ----------------- |
| Нормальный запуск |
| Аварийный запуск  |

| № пп | Тип ракеты | Дата испытания | Номер изделия | Место запуска | Дальность плановая (км) | Отклонение по дальности (км) «-» недолёт, «+» перелёт | Отклонение от оси запуска (км) «Л» влево, «П» вправо | Результат запуска | Примечания                               |
| ---- | ---------- | -------------- | ------------- | ------------- | ----------------------- | ----------------------------------------------------- | ---------------------------------------------------- | ----------------- | ---------------------------------------- |
| 1    | Р-1        | 29 января 1951 | 1             | 4-й ГЦП       | 270                     | -2,4                                                  | П 2,55                                               | Норма             | Контрольные испытания                    |
| 2    | Р-1        | 30 января 1951 | 5             | 4-й ГЦП       | 270                     | -1,9                                                  | Л 2,97                                               | Норма             | Контрольные испытания                    |
| 3    | Р-1        | 31 января 1951 | 2             | 4-й ГЦП       | 270                     | -1,53                                                 | Л 0,25                                               | Норма             | Контрольные испытания                    |
| 4    | Р-1        | 1 февраля 1951 | 6             | 4-й ГЦП       | 270                     | -2,8                                                  | П 1,81                                               | Норма             | Контрольные испытания                    |
| 5    | Р-1        | 2 февраля 1951 | 3             | 4-й ГЦП       | 270                     | -1,83                                                 | П 1,13                                               | Норма             | Контрольные испытания                    |
| 6    | Р-1        | 13 июня 1951   | 11            | 4-й ГЦП       | 270                     | +5,08                                                 | Л 1,13                                               | Норма             | Проверочные испытания                    |
| 7    | Р-1        | 14 июня 1951   | 10            | 4-й ГЦП       | 270                     | -2,44                                                 | Л 0,67                                               | Норма             | Проверочные испытания                    |
| 8    | Р-1        | 18 июня 1951   | 1             | 4-й ГЦП       | 270                     | -1,82                                                 | Л 2,5                                                | Норма             | Проверочные испытания                    |
| 9    | Р-1        | 19 июня 1951   | 2             | 4-й ГЦП       | 270                     | +0,08                                                 | П 2,39                                               | Норма             | Проверочные испытания                    |
| 10   | Р-1        | 20 июня 1951   | 3             | 4-й ГЦП       | 270                     | -3,16                                                 | П 2,1                                                | Норма             | Проверочные испытания                    |
| 11   | Р-1        | 22 июня 1951   | 7             | 4-й ГЦП       | 80,8                    | +1,36                                                 | Л 1,16                                               | Норма             | Проверочные испытания                    |
| 12   | Р-1        | 23 июня 1951   | 9             | 4-й ГЦП       | 80,8                    | +1,82                                                 | Л 0,56                                               | Норма             | Проверочные испытания                    |
| 13   | Р-1        | 24 июня 1951   | 8             | 4-й ГЦП       | 80,8                    | +3,27                                                 | Л 0,24                                               | Норма             | Проверочные испытания                    |
| 14   | Р-1        | 25 июня 1951   | 4             | 4-й ГЦП       | 144,6                   | +2,22                                                 | П 1,22                                               | Норма             | Проверочные испытания                    |
| 15   | Р-1        | 26 июня 1951   | 5             | 4-й ГЦП       | 144,6                   | +1,5                                                  | П 2,41                                               | Норма             | Проверочные испытания                    |
| 16   | Р-1        | 27 июня 1951   | 14            | 4-й ГЦП       | 270                     | +3,02                                                 | П 1,89                                               | Норма             | Проверочные испытания                    |
| 17   | Р-2        | 2 июля 1951    |               | 4-й ГЦП       | 553,7                   | +3,7                                                  | Л 0,95                                               | Норма             | 2-й этап контрольно-доводочных испытаний |
| 18   | Р-2        | 4 июля 1951    |               | 4-й ГЦП       | 553,7                   | +1,4                                                  | Л 0,57                                               | Норма             | 2-й этап контрольно-доводочных испытаний |
| 19   | Р-2        | 7 июля 1951    |               | 4-й ГЦП       | 553,7                   | +3,167                                                | Л 0,693                                              | Норма             | 2-й этап контрольно-доводочных испытаний |
| 20   | Р-2        | 9 июля 1951    |               | 4-й ГЦП       | 553,7                   | -8,188                                                | Л 0,986                                              | Норма             | 2-й этап контрольно-доводочных испытаний |
| 21   | Р-2        | 10 июля 1951   |               | 4-й ГЦП       | 553,7                   | +1,932                                                | Л 1,697                                              | Норма             | 2-й этап контрольно-доводочных испытаний |
| 22   | Р-2        | 11 июля 1951   |               | 4-й ГЦП       | 553,7                   | +7,219                                                | Л 1,816                                              | Норма             | 2-й этап контрольно-доводочных испытаний |
| 23   | Р-2        | 12 июля 1951   |               | 4-й ГЦП       | 553,7                   |                                                       |                                                      | Авария            | 2-й этап контрольно-доводочных испытаний |
| 24   | Р-2        | 14 июля 1951   |               | 4-й ГЦП       | 553,7                   | -4,838                                                | Л 1,987                                              | Норма             | 2-й этап контрольно-доводочных испытаний |
| 25   | Р-2        | 16 июля 1951   |               | 4-й ГЦП       | 553,7                   | -9,423                                                | Л 1,335                                              | Норма             | 2-й этап контрольно-доводочных испытаний |
| 26   | Р-2        | 20 июля 1951   |               | 4-й ГЦП       | 553,7                   | -3,428                                                | Л 2,386                                              | Норма             | 2-й этап контрольно-доводочных испытаний |
| 27   | Р-2        | 23 июля 1951   |               | 4-й ГЦП       | 553,7                   | +12,768                                               | Л 0,986                                              | Норма             | 2-й этап контрольно-доводочных испытаний |
| 28   | Р-2        | 25 июля 1951   |               | 4-й ГЦП       | 553,7                   | -2,481                                                | Л 1,157                                              | Норма             | 2-й этап контрольно-доводочных испытаний |
| 29   | Р-2        | 27 июля 1951   |               | 4-й ГЦП       | 553,7                   | +2,789                                                | Л 0,378                                              | Норма             | 2-й этап контрольно-доводочных испытаний |

## Итоги запусков
В 1951 году по итогу контрольных и проверочных испытаний было принято решение о принятии на вооружение Советской Армии ракеты Р-1.
Испытания ракет Р-2 было признанно успешным. Председатель комиссии по проведению испытаний генерал-майор инженерно-артиллерийской службы А. И. Соколов в докладе председателю Бюро по военно-промышленным и военным вопросам при Совете министров СССР отмечал:
Р-2 подтвердили правильность принятых технических решений по упрочнению конструкции стабилизирующего устройства головной части ракет. Головные части долетают до цели нормально ... Обследование места падения головных частей показывает на нормальное и безотказное действие взрывательных устройств.
В ходе испытаний ракеты Р-2 обеих серий была продемонстрирована кучность лучше установленной в техзадании на испытния. Головные части достигали земли не разрушившись и взрывные устройства показали свою эффективность.
По итогу запусков в 1951 году ракета Р-2 была принята на вооружение.

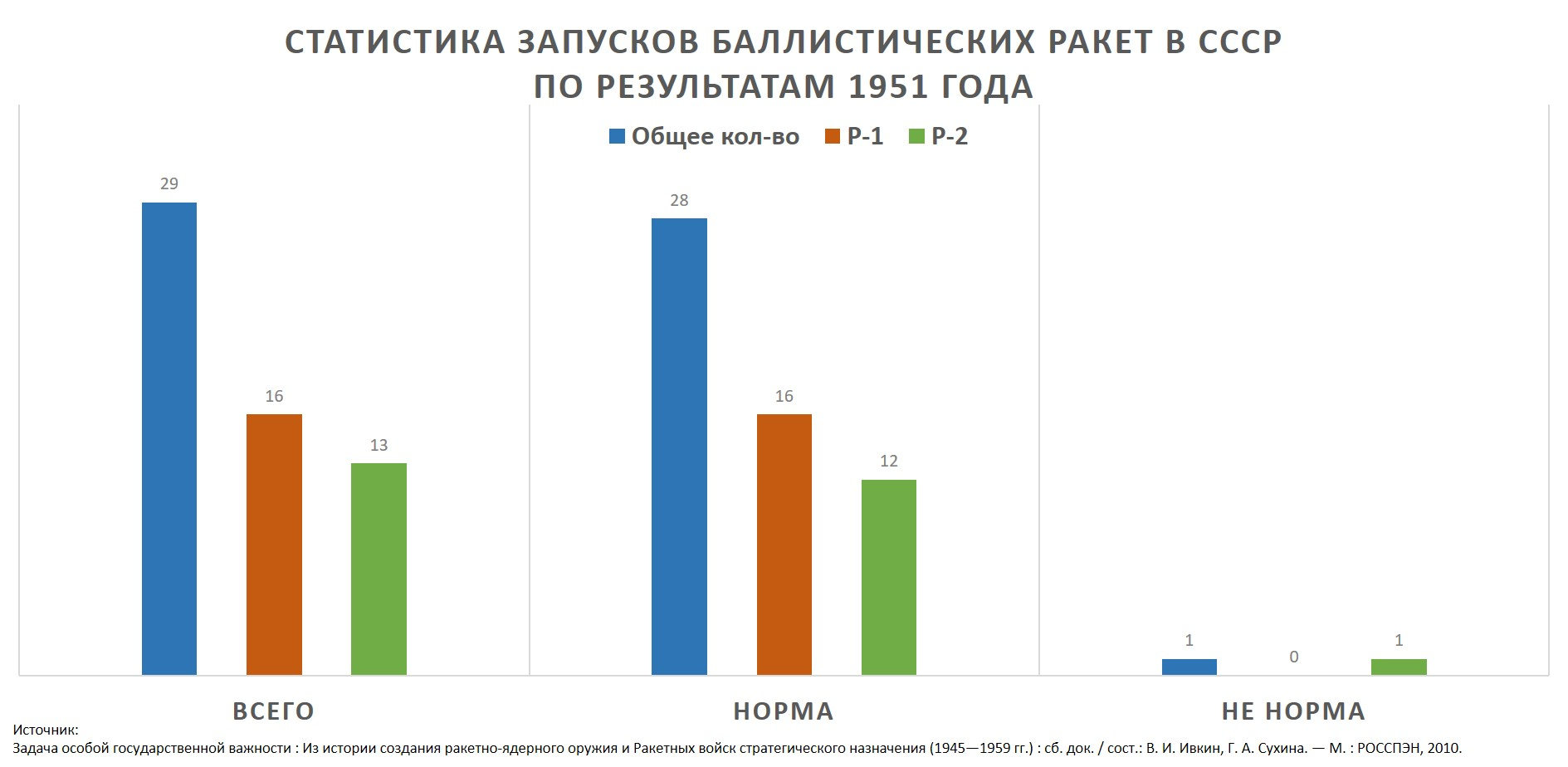
Общая статистика запусков баллистических ракет в СССР в 1951 году
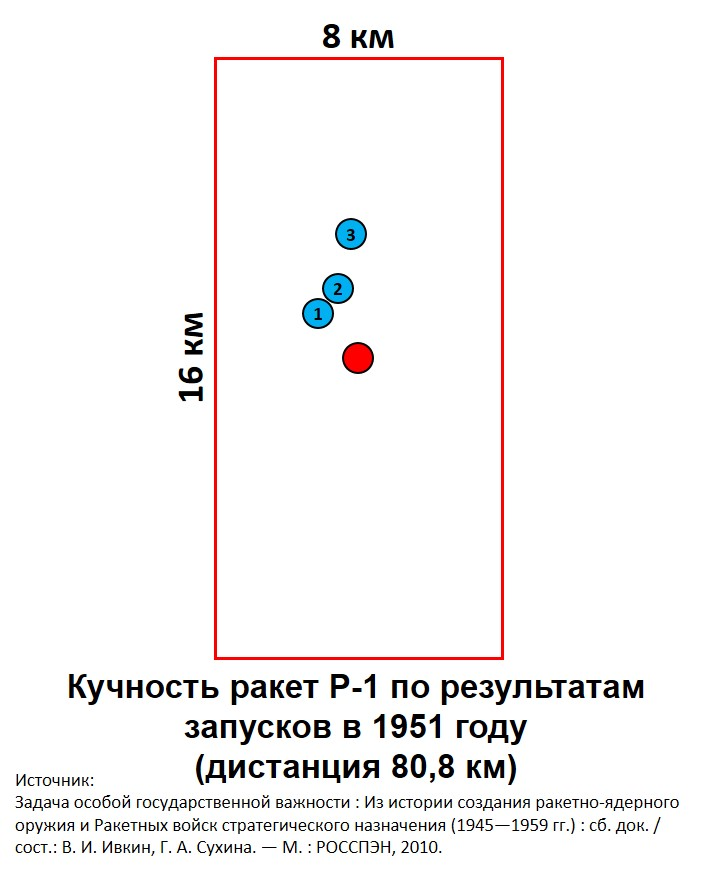
Кучность ракет Р-1 по результатам запусков в 1951 году (дистанция 80,8 км)
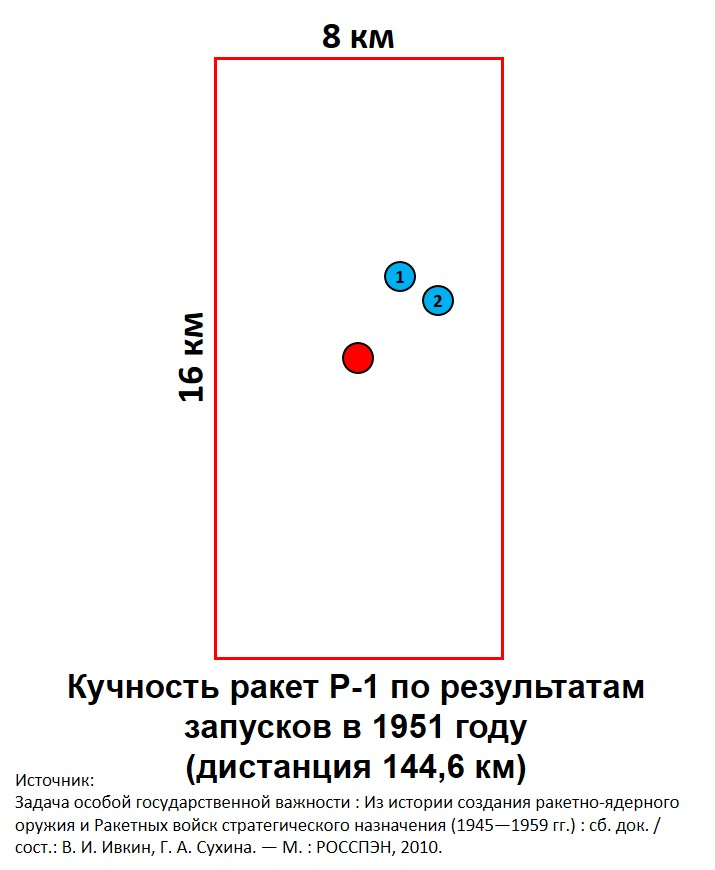
Кучность ракет Р-1 по результатам запусков в 1951 году (дистанция 144,6 км)
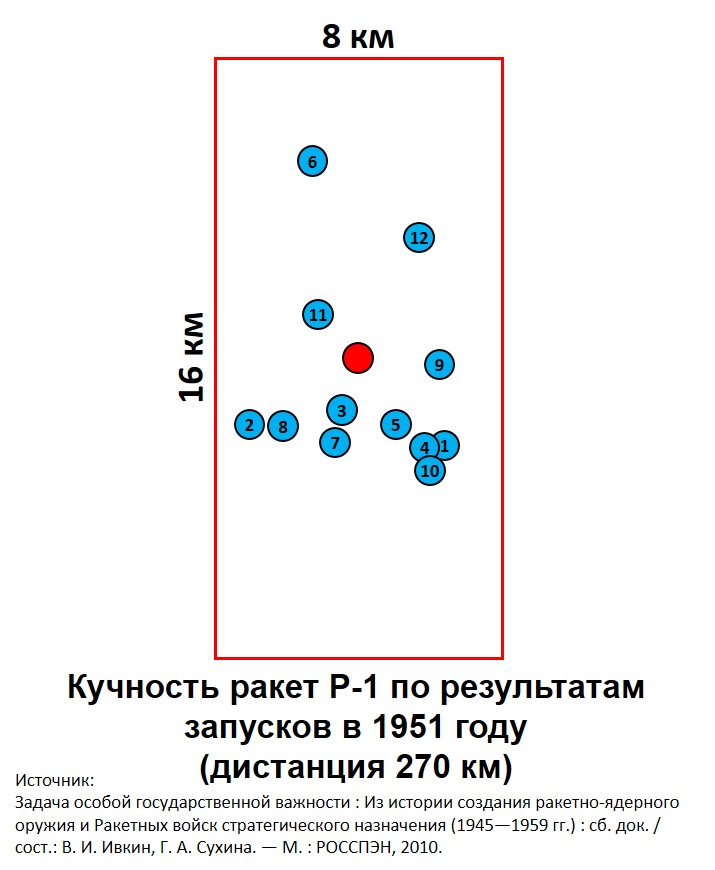
Кучность ракет Р-1 по результатам запусков в 1951 году (дистанция 270 км)
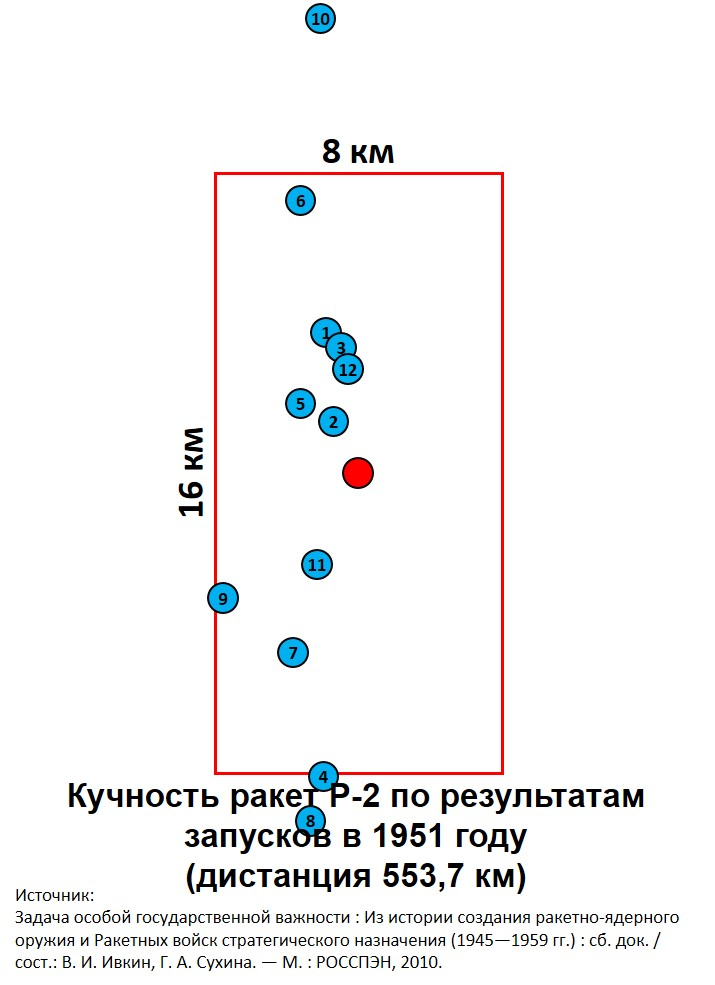
Кучность ракет Р-2 по результатам запусков в 1951 году (дистанция 553,7 км)

## Комментарии
1. ↑  Из-за проблем с разработкой двигательной установки проект не дошёл до запусков и был прекращён.
2. ↑  В списке указаны ракеты установленные на стартовую позицию; при отсутствии номера в источнике, в таблице номер не указывается.